# سمكة الشبوط (رسوم متحركة)
سمكة الشبوط مسلسل رسوم متحركة صيني عرض لأول مره بين عامي 2006-2007 ويتكون من 52 حلقة وتمت دبلجة المسلسل للغة العربية وعرض على قناة قناة طيبة الفضائية وأيضاً شبكة المجد الفضائية.

## روابط خارجية
- "Hong Kong advantages in the booming Mainland movie and TV scene", Hong Kong Trade Development Council, Sept. 14, 2007